# Douradoquara
Douradoquara este un oraș în Minas Gerais (MG), Brazilia.